# Pierre de Manchicourt
Pierre de Manchicourt (* um 1510 in Béthune (heute im Département Pas-de-Calais); † 5. Oktober 1564 in Madrid) war ein franko-flämischer Komponist und Kapellmeister der Renaissance.

## Leben und Wirken
Der belgische Musikforscher Richard Vannes teilte 1947 mit, dass Pierre de Manchicourt im Jahr 1525 als Chorknabe an der Kathedrale in Arras gewirkt hat. Weitere Daten zu seiner Biografie stehen auf den Titelseiten seiner fünf wichtigsten Veröffentlichungen. Demnach war er 1539 Chorleiter an der Kathedrale von Tours, 1545 Kapellmeister und Lehrer der Chorknaben an der Kathedrale von Tournai und 1554 Gesangslehrer. Zwei Jahre später war er wieder in Arras tätig, und zwar als „Chorherr“. Als Nicolas Payen als Hofkapellmeister von König Philipp II. von Spanien am 24. April 1559 starb, wurde Manchicourt als sein Nachfolger berufen. König Philipp verlegte seinen Hofstaat im Jahr 1561 endgültig nach Madrid, wo Pierre de Manchicourt dann drei Jahre später verstorben ist.

## Bedeutung
Das hochangesehene Amt des spanischen Hofkapellmeisters spricht schon für Manchicourts Ruf als Musiker und Komponist; weitere zeitgenössische Würdigungen sind durch den französischen Dichter François Rabelais (im Prolog seines Quart livre, 1552) und den italienischen Chronisten Lodovico Guicciardini überliefert. Letzterer hat Pierre de Manchicourt mit Josquin Desprez, Nicolas Gombert, Thomas Crécquillon, Cipriano de Rore und Orlando di Lasso in eine Reihe gestellt.
Die weit überwiegende Zahl der von Manchicourt überlieferten 19 Messen sind vom Typ der Parodiemesse auf Vorlagen von Jean Mouton, Claudin de Sermisy, Jean Lhéritier und Benedictus Appenzeller. In seinen Messen, aber mehr noch in seinen vier- und fünfstimmigen Motetten wird die Vorliebe Manchicourts für den imitatorischen Satz und die variierte Wiederholung sichtbar. Gerade in seinen Motetten verbindet der Komponist einen allgegenwärtigen imitatorischen Kontrapunkt mit einer melismatischen Textdeklamation. Dagegen ist in seinen zwei- bis achtstimmigen Chansons eine größere stilistische Bandbreite anzutreffen; hier findet man öfters einen weniger strengen Kontrapunkt als in seinen Motetten. Andererseits besitzen mehrere Chansons durch die abschnittsweise Anwendung homorhythmischer Passagen eine größere Nähe zu dem Pariser Chansonstil von Claudin de Sermisy.

## Werke
Gesamtausgabe: Pierre de Manchicourt, Opera omnia, herausgegeben von J. D. Wicks und L. Wagner, 7 Bände, ohne Ortsangabe 1971–1999 (= Corpus mensurabilis musicae Nr. 55/1–7)
- Messen (mit Komponisten der Vorlage)
  - Missa „Ceste une dure départie“ zu vier Stimmen (Sermisy)
  - Missa „Congratulamini“ zu vier Stimmen (Vorlage nicht identifiziert)
  - Missa „Cuides vous que Dieu“ zu fünf Stimmen (Richafort)
  - Missa „De domina virgine Maria“ zu fünf Stimmen (ohne Vorlage)
  - Missa „De retourner“ zu vier Stimmen (anonym)
  - Missa „Deus in adjutorium“ zu vier Stimmen (Sermisy)
  - Missa „Ego flos campi“ zu vier Stimmen (Le Heurteur)
  - Missa „Gris et tannet me fault porter“ zu vier Stimmen (Sermisy)
  - Missa „Nisi Dominus“ zu vier Stimmen (Jean Lhéritier / Le Heurteur)
  - Missa „Noe, noe“ zu vier Stimmen (Mouton)
  - Missa „Non conturbetur cor vestrum“ zu vier Stimmen (Manchicourt)
  - Missa „Povre cuer“ zu vier Stimmen (anonym)
  - Missa „Quo abiit dilectus tuus“ zu vier Stimmen (Manchicourt)
  - Missa „Reges terrae“ zu sechs Stimmen (Manchicourt)
  - Missa „Reges terrae congregati sunt“ zu vier Stimmen (Mouton)
  - Missa „Se dire je losoie“ zu vier Stimmen (Appenzeller)
  - Missa „Surge et illuminare“ zu vier Stimmen (Vorlage nicht identifiziert)
  - Missa „Veni Sancte Spiritus“ zu sechs Stimmen (ohne Vorlage)
  - Messeabschnitt „Domine Deus“ zu zwei Stimmen
  - Requiem zu fünf Stimmen
- Motetten (summarisch)
  - Einzeldruck „Liber decimus quartus XIX musicas cantiones continet“, Paris 1539, darin 19 Motetten zu vier, fünf und sechs Stimmen
  - Einzeldruck „Liber quintus cantionum sacrarum“, Löwen 1554, darin 14 Motetten zu fünf bis sechs Stimmen
  - Handschrift „Liber quatuor missarum musicalium“, darin 11 Motetten
- Chansons (summarisch)
  - Einzeldruck „Le Neufiesme Livre des chansons“, Antwerpen 1545 bei Tilman Susato, darin 29 Chansons
  - In Einzelhandschriften: weitere 13 Chansons
- Werke unsicherer Autorschaft
  - „Audi, filia, et vide“ zu fünf Stimmen (teilweise Crécquillon zugeschrieben)
  - „Par trop aymer ma dame et ma maistresse“ (teilweise Crécquillon zugeschrieben)